# Тристан ди Кьярамонте
Бартоломей Гийом (Тристан) де Клермон-Лодев, известный в Италии под именем Тристано ди Кьярамонте (ок. 1380—1432/1441) — французский дворянин, граф ди Копертино (1415—1432/1441), сеньор де Клермон-Лодев (с 1423 года).

## Биография
Бартоломей Гийом родился в 1380 году в Лангедоке. Второй сын Деодата II де Клермон-Лодев (ум. 1418) и его жены Изабель де Рокфей. Молодой Бартоломей Гиойм находился в свите Жака II де Бурбон, графа де ла Марш и Кастра, во время Никопольской битвы с турками-османами в 1396 году. Вероятно, что он с другими французскими дворянами сопровождал графа де ла Марша, когда последний в 1415 году женился на королеве Джованне II Неаполитанской. Жак де Бурбон, женившись на Джованне II, стал королем-консортом Неаполитанского королевства и попытался подчинить Южную Италию своей единоличной власти. В борьбе за власть в Неаполитанском королевстве он опирался на своих французских дворян, среди которых был Тристан ди Кьярамонте.
1 ноября 1415 года Тристан ди Клермон женился на Екатерине дель Бальцо Орсини, дочери Раймондо дель Бальцо Орсини (1386—1406), князя Тарентского, и Марии д’Энгиен (1367—1446).
В качестве приданого за женой Тристан де Клермон получил во владение графство Копертино (замки Челье-Мессапика, Копертино, Галатоне, Джиноза, Латерца, Леверано и Матера). В 1419 году Тристан де Клермон получил в ленное владение замок Велье, который он обязался укрепить.
В 1423 году после смерти своего старшего брата Арно де Клермона Тристан унаследовал сеньорию де Клермон-Лодев. Помимо Клермон-Лодева, ему принадлежали виконтство де Небузан, баронство де Брюск и сеньория Сен-Жерве-сюр-Маре.
В июле 1424 года Тристан ди Кьярамонте был свидетелем заключения в замке Роккурб брачного договора между Бернаром д’Арманьяком, графом де Пардиаком, виконтом де Карла и де Мюра, с Элеонорой де Бурбон, единственной дочерью Жака де Бурбона, графа де ла Марша, и Беатрисы д’Эврё, герцогини Немурской.
В сентябре 1429 года в замке Копертино Тристан де Клермон написал завещание для своих детей и планировал посетить Францию. После смерти своей супруги Екатерины дель Бальцо Орсини в 1430 году планировал вступить во второй брак и в феврале 1431 года начал вести переговоры о женитьбе на Луизе де Ла Тур-д’Овернь (ум. 1469), дочери графа Бертрана V де Ла Тур-д’Овернь. Но этот брак так и не был заключен. Мужем Луизы в 1446 году стал бургундский военный и дипломат Жан V, сир де Креки (ум. 1474).
В июле 1431 года Тристан де Клермон присутствовал в качестве свидетеля, когда в Безье королевский наместник Лангедока, граф Жан I де Фуа, передал во владение Одет де Ломань баронство де Англес в графстве Бигорр и замок Сериньяк.
Между 1431 и 1436 годами Тристан де Клермон-Лодев и его сын Раймонд уступили сеньорию Клермон-Лодеве и другие феоды во Франции их дочери и сестре Антуанетте де Клермон-Лодев и её супругу Понсу де Келюсу, сеньору де Кастельно-Бретену, при условии, что Понс Келюс примет имя и геб Клермон-Лодев.

## Дети
- Раймон де Клермон (Раймонделло ди Кьярамонте), умер 2 марта 1443 года, оставив свое наследство сестре Санче
- Санча де Клермон (ум. 30 марта 1468), которая вышла замуж за Франческо дель Бальцо, герцога Андрии (1410—1482)
- Маргарита, жена Антонио Вентимильи, маркиза Джерачи и великого адмирала Сицилийского королевства
- Антония, жена Руджеро Палеолога, сына Фомы Палеолога, титулярного деспота Мореи и племянника последнего византийского императора Константина Палеолога
- Изабелла (ок. 1424 — 30 марта 1465), жена с 1444/1445 года герцога Калабрии, затем короля Неаполитанского Фердинанда Арагонского (1423—1494).